# Rotala rotundifolia
Rotala rotundifolia (Buch.-Ham. ex Roxb.) Koehne è una pianta appartenente alla famiglia Lythraceae.

## Distribuzione e habitat
Proviene dalle paludi dell'est dell'Asia. Cresce anche nelle risaie.

## Coltivazione
È abbastanza comune in commercio come pianta per gli acquari.

## Conservazione
Questa specie viene classificata come "a rischio minimo" (LC) dalla lista rossa IUCN perché è comune, ha un areale ampio e non sembra essere minacciata da particolari pericoli.